# Akamina Pass
Akamina Pass är ett bergspass på gränsen mellan provinserna Alberta och British Columbia i Kanada. Det ligger strax norr om gränsen till USA och är det sydligaste passet i Kanada över vattendelaren mellan Stilla havet och Hudson Bay. Det är också det sydligaste passet genom de kanadensiska Klippiga bergen. På västra sidan rinner Akamina Creek mot nordväst och så småningom ut i Stilla havet via Columbiafloden.